# Mont-Saint-Guibert

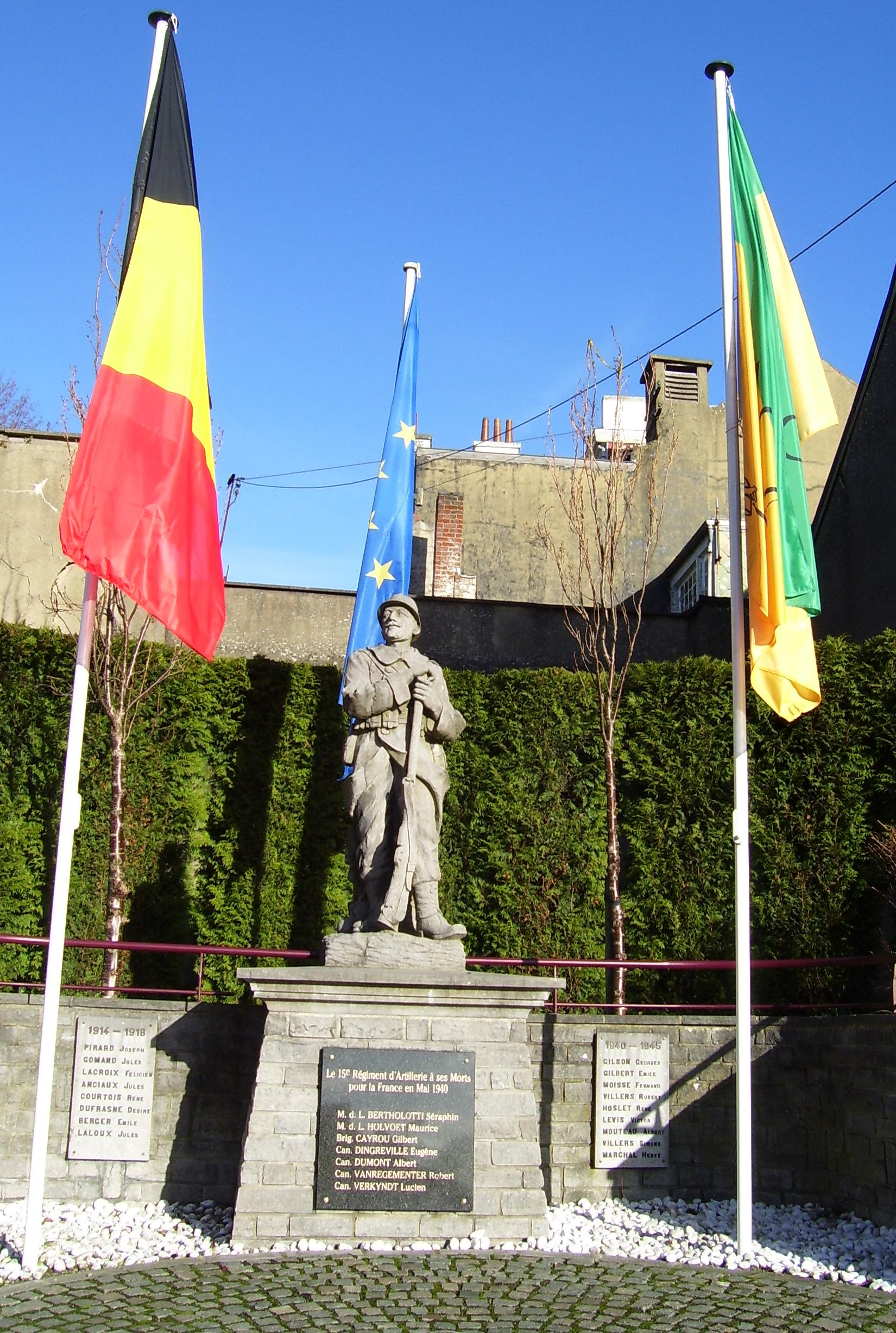
Kriegerdenkmal an der Grand'Place

Mont-Saint-Guibert (wallonisch Mont-Sint-Gubiet) ist eine Gemeinde in der französischsprachigen Provinz Wallonisch-Brabant in Belgien. Sie besteht aus den drei Ortsteilen: Mont-Saint-Guibert, Corbais und Hévillers, die im Zuge der Gebietsreform von 1977 zusammengelegt wurden.

## Geografische Lage
Mont-Saint-Guibert ist im Ornetal gelegen. Die Orne entspringt in der Nähe von Gembloux und mündet bei Court-Saint-Etienne in die Thyle.

## Politik

### Gemeinderat
Der Gemeinderat (Conseil Communal) hat 17 Mitglieder; aus ihm heraus wird das Collège mit dem Bürgermeister und vier Schöffen (Echevins) gebildet.

### Wappen
Seit dem 7. Januar 1952 führt Mont-Saint-Guibert das Wappen der Benediktinerabtei von Gembloux, die im 10. Jh. vom heiligen Wigbert von Darnau (Guibert von Gorze) gegründet wurde. Das Wappen ist ein durch ein goldenes Band geteilter grüner Schild mit einem sechsstrahligen Stern im rechten Hauptstück.